# NGC 764
NGC 764 is een dubbelster in het sterrenbeeld Walvis. Het hemelobject werd in 1886 ontdekt door de Amerikaanse astronoom Ormond Stone.